# Thomas Spencer
Thomas C. Spencer (nacido el 24 de diciembre de 1946) es un físico matemático estadounidense, conocido en particular por sus importantes contribuciones a la teoría constructiva de campos cuánticos, la mecánica estadística y la teoría espectral de operadores aleatorios. Es miembro emérito de la facultad del Instituto de Estudios Avanzados. 

## Carrera
Spencer obtuvo su doctorado en 1972 en la Universidad de Nueva York con una disertación titulada Perturbación del campo cuántico Po2 hamiltoniano escrita bajo la dirección de James Glimm. Desde 1986 es miembro del cuerpo docente de la Escuela de Matemáticas del Instituto de Estudios Avanzados.

## Investigación
- Junto con James Glimm y Arthur Jaffe, inventó el enfoque de expansión de cúmulos para la teoría cuántica de campos, que se utiliza ampliamente en la teoría constructiva de campos. [2]
- Junto con Jürg Fröhlich y Barry Simon, inventó el enfoque del límite infrarrojo, que ahora se ha convertido en una herramienta clásica para derivar transiciones de fase en varios modelos de mecánica estadística. [3]
- Junto con Jürg Fröhlich, ideó un 'análisis multiescala' para proporcionar, por primera vez, pruebas matemáticas de: la transición de Kosterlitz-Thouless, [4] la transición de fase en el modelo ferromagnético unidimensional de Ising con interacciones {\displaystyle J_{x,y}\sim |x-y|^{-2}} [5] y localización de Anderson en dimensión arbitraria. [6]
- Junto con David Brydges, demostró que el límite de escala de la caminata que se evita a sí mismo en una dimensión mayor o igual a 5 es gaussiano, con una varianza que crece linealmente en el tiempo. [7] Para lograr este resultado, inventaron la técnica de la expansión del cordón que desde entonces ha tenido amplia aplicación en probabilidad en gráficos. [8]

## Premios y honores
Spencer es miembro de la Academia Nacional de Ciencias de los Estados Unidos,  y recibió el Premio Dannie Heineman de Física Matemática (junto con Jürg Fröhlich,"Por su trabajo conjunto para proporcionar soluciones matemáticas rigurosas a algunos problemas destacados en mecánica estadística y teoría de campos.").  